# 山中竹春
山中竹春（日语：／ Yamanaka Takeharu */?，1972年9月27日—）是日本科学家、政治家，2021年当选横滨市长 。原横滨市立大学医学院教授 、横滨市立大学大学院数据科学研究科长。

## 生平
出身于日本埼玉县秩父市。初中就读于秩父市秩父第一中学。在就读早稻田大学本庄高中时，参加过橄榄球社团。在早稻田大学政治经济学院就读期间对数据科学的方法论产生了兴趣，并于 1995 年大学毕业。为了学习数学，他就读于早稻田大学理工学院和早稻田大学研究生院理工学院数学系，专攻数据科学。
2000年3月，完成早稻田大学研究生院理工学研究科的学业。同年，进入九州大学医学部附属医院（现九州大学医院）担任助手。
2002年前往美国国家卫生院附属机构留学。同年至2004年任研究所研究员，并于2003年10月获得早稻田大学理学部博士学位 。
2004年至2005年，于先进医疗振兴基金会（现神户医疗产业都市）任研究员。2006年起任国立病院组织九州癌症中心主任。2012年至2014年于国家癌症研究中心 任主任、部长等职位。
2014年在横滨市立大学医学部任教授。在数据科学学部成立时任筹备委员会委员长，负责筹建学部和研究生院。2018年学部和研究生院正式成立。山中竹春2018年任副校长，2019年任校长助理，2020年就任研究生院数据科学研究科科长。校外，山中竹春兼任内阁府和文部科学省委员会委员，并在日本癌症治疗学会、日本生物计量学会、日本统计学会、日本医疗安全学会和稻门医师会担任理事、评议员、委员等职务。

### 2021年横滨市长选举
2021年4月19日，《周刊新潮》电子版发表了一篇关于横滨市长选举的报道。报道了“作为菅义伟心目中的人选，厚生劳动省副大臣三原顺子将参选”的消息。。立宪民主党事实上负责推举候选人的代党代表江田憲司表示：“要是自民党推举三原顺子该怎么办？必须要推出一名能获胜的候选人。”并独立进行候选人遴选。党内有声音表示，应该一边协调3月份成立的名为“诞生反对赌场的市长市民会”的市民团体 一边支持他们的诉求。5月下旬，候选人范围缩小到横滨DeNA海湾之星社长池田纯和山中竹春之间，并将具体情况和市民团体进行了沟通。市民团体多次提出“希望候选人可以共同参与联署活动”，但代党代表江田憲司拒绝了这一提议。
同时，强烈反对赌场的横滨港港口度假村协会主席藤木幸夫也和立宪民主党一样，让江田憲司决定候选人。已经决定推举山中竹春的江田憲司于6月14日上午，与山中竹春一起拜访了藤木幸夫，并获得了藤木幸夫的支持。 6月15日，立宪民主党神奈川县支部联合会进入最后调整，拥立山中竹春为候选人。 6月16日，每日新闻发表题为《立宪民主党将拥立山中竹春为候选人》的文章。针对这一消息，横滨市立大学于当天下午向学校相关人士发送了一封电子邮件，称“（校方）不会参与教职员工的选举和政治活动。”同日，山中竹春在东京新闻采访时表示，如果得到立宪民主党等在野党的推荐或支持，他将参加竞选，并明确反对建设含有赌场的综合度假村。6月29日，他在立宪民主党的推荐下正式宣布参选。一些横滨市立大学成员表示，“虽然这是一个积极的理由，但失去可以期待未来结果的研究人员很痛苦。 山中竹春于6月底从大学医学院离职。
诞生反对赌场的市长市民会虽然经历了核心成员小林节离开等一些波折，最终在7月1日决定支持山中竹春 。7月8日，社会民主党确认了将会支持山中竹春 。7月17日，山中竹春建立了自己的政治团体“保护横滨远离新冠和赌场协会”，并剪彩了横滨市中区尾上町的办公室，藤木幸夫任协会代表 。7月21日，日本共产党神奈川县委员会决定支持山中竹春 。 7月27日，日本劳动组合总联合会决定推举山中竹春 。
选举公示两天后的8月10日，朝日新闻公布了电话调查结果。报道称，“小此木八郎略有领先，山中竹春和林文子追赶势头迅猛”  ，在選舉中段情况发生了逆转，有媒體表示山中竹春與小此木八郎在民調上互有領先，自民黨與公民黨絕大部份市議員與國會議員替小此木八郎助選，而立憲民主黨亦總動員替山中竹春助選。8月22日，包括NHK在内的多家媒体在投票截止时间晚上8点即报道“确认山中竹春当选”。山中竹春在自公政權與林文子的分裂下赢得了 506,392 票（33.59%） ，赢得了市长选举  ，實際上小此木八郎與林文子的總得票略高於山中竹春。定于8月30日就任市长 。

## 评价

### 新型冠状病毒相关
- 2020年12月和2021年5月，陆续发表了日本首个针对新型冠状病毒肺炎的抗体研究结果，作为基于数据的客观结果，引起了全国关注。[34] [35] [36] [37] [38]

- 2021年5月13日，東京都醫師會会长尾崎治夫在社交网络上称，根据“一项基于日本人数据的、使用充满独创性方法的研究”“疫苗对所有变异病毒都有效”，因此“根据这个结果”，“我想尽自己最大的努力，尽快让很多老年人得到有效的疫苗。”同一天，众议院议员江田宪司在博客上写道“（这个结果）是横滨的骄傲”，并表示“这些数据和证据给我们带来了安全感”，“迄今为止我们都在说欧美研究表明什么，这是第一次描述日本情况的成果”[39]。参议院议员片山皋月评价说：“有山中教授这样的人，新冠肺炎的分析就可以一直推进下去。”“数据和科学可以用来做出决策。” [40]

- 2020年8月，大阪府知事吉村洋文与大阪市长松井一郎和大阪羽曳野医疗中心的研究人员共同合作举行了新闻发布会，发表了“聚维酮碘漱口可降低新冠病毒的阳性率”的研究结果。解释研究结果时吉村洋文使用的说明板上写明数据分析者为山中竹春。
2021年6月29日，山中竹春竞选横滨市长的报道一出，网络媒体News Socra就发表了一篇题为《横滨市长候选人山中竹春教授参与了那次消毒水记者会》的文章。[41]山中竹春于7月13日召开记者会，否认这篇报道，称“我从未事实参加过研究团队。” [42]关于说明板的名称，山中竹春表示“我认为它是未经许可发布的。”山中竹春向大阪府要求删除说明板上自己的名字，大阪府在在确认事实后，更新了互联网上发布的记者会资料，删除了名字。山中竹春还向News Socra的运营公司发出通知，表示将作出回应，包括采取法律行动。 [43]另一方面，7月15日，News Socra以总编辑土屋直的名义回应称“山中竹春在7月13日举行记者会上说的所有内容都是谎言，我们要求撤回和道歉。” [44]

- 2021年7月13日，山中竹春在自己的网站上发表了题为“关于聚维酮碘对新型冠状病毒肺炎的影响以及与横滨市长选举有关的报道”的文章[45] ，对关于自己的报道进行了澄清。其中表示，山中竹春一直以来受邀参加全国研究机构研讨，根据邀请大约每周提供一次数据科学领域的建议。之前媒体报道称山中竹春对情况进行了“解析”是指向大阪羽曳野医疗中心的研究人员提出“仅使用可视化的手段得出的建议”。强调“单纯的根据结果给予支持和建议”和“作为分析人员以负责任的身份参与研究团队”是不同的，但报道将两种情况混为一谈，误使用了“解析”一词。此外，本系列报道是“与事实不符的说明板造成的”，要求媒体采取适当措施。

### 其他
- 当被问到“你为什么从文科转向理科”时，回答道：“让数据说话并根据结果做出决策的方法对不论文科还是理科的各种问题都很有效，不是吗？”[9]

- 向日本临床肿瘤学会杂志等学术杂志投稿多篇论文。论文发表在《Journal of Molecular Cell Biology》、《The Lancet Oncology》、《Clinical Cancer Research》、《Annals of Surgery》和《World Journal of Surgery》等杂志上。[46] [47]

- 在2020年举办的日本癌症治疗学会学术会议上，获得最佳演讲奖。是获得该奖项的首位职业不是医生的人士。[48]